# LAPA FA-03
El LAPA FA-03 fue un fusil de asalto brasileño producido por la empresa LAPA (Laboratorio de Pesquisa de Armamentos Automáticos, SC/Ltda). Fue desarrollado por su propietario Nelmo Susano (1930 - 2013). FA-03 significa Fusil de Asalto modelo 3 y lleva el nombre de la empresa: LAPA FA-03.

## Historia y desarrollo
El desarrollo y la producción del fusil fue entre 1978 y 1983, y tuvo otros dos modelos (un subfusil calibre 9 mm y otro calibre 5,5 mm) con el fin de poseer armas domésticas para la venta y la exportación. El FA-03 es el único modelo bullpup hecho por LAPA. Básicamente el FA-03 no tiene nada de especial en su mecanismo, es solamente un fusil de asalto con fuego selectivo, recarga accionada por gas y cerrojo rotativo. Una característica interesante del fusil es la ausencia de una posición de seguro. Hay tres posiciones: semiautomátco, automático y doble acción.
Puede ser portado con seguridad aún cargado, pero con el cerrojo en posición baja. Funcionaba muy bien como seguro, pues para conseguir disparar en esa posición, se necesitaría una presión del gatillo bien fuerte, lo que no sucede por accidente ni por fatiga del mecanismo. Eso también asegura la imposibilidad de disparos accidentales cuando el "martillo" se suelta por algún problema técnico que el arma pudiera tener.
El fusil LAPA FA-03 tenía un cajón de mecanismos de plástico que protegía las piezas internas contra agentes externos (agua, arena, polvo, etc.) y disminuía considerablemente el peso total del arma. Originalmente, el fusil era alimentado mediante un cargador plástico, pero recibió cambios para ser alimentado mediante cargadores STANAG y así facilitar la exportación a países que utilizaban otros tipos de cargadores (casi siempre el cargador del M16).
Como la producción era nula, para fines locales o de exportación, la LAPA quebró rápidamente en 1983, con menos de 500 unidades del FA-03 producidas en total. Actualmente todavía sería empleado en Operaciones especiales de la policía.[cita requerida]